# Ховард, Айзек
Айзек Ховард (англ. Isaac Howard; род. 30 марта 2004, Хадсон, Висконсин) — американский хоккеист, нападающий. Игрок сборной США по хоккею с шайбой. Чемпион мира 2024 года среди молодёжных команд. Серебряный призёр юношеских Олимпийских игр 2020 года.  Чемпион мира 2025 года.

## Клубная карьера
Ховард участвовал в Всеамериканских играх BioSteel 2022 года. В этом же году был задрафтован в первом раунде клубом НХЛ «Тампа-Бэй Лайтнинг» под 31-м местом.
В сезоне 2022/2023 годов Ховард играл за команду «Миннесота Дулут Бульдогс». В свой первый сезон забил шесть голов и сделал 11 результативных передач в 35 играх.
25 марта 2023 года Ховард объявил, что переходит в команду Университета штата Мичиган. В сезоне 2024/2025 годов Айзек забил 26 голов и сделал 26 результативных передач в 37 играх. По итогам сезона был назван лучшим хоккеистом «Большой десятки» и лучшим бомбардиром «Большой десятки», получил премию Хоби Бейкера.

## Карьера в сборной
С 2021 года привлекался в различные молодёжные сборные США. На чемпионате мира среди молодёжных команд 2024 года стал чемпионом мира, сыграв 7 матчей, забил 7 шайб и сделал 8 результативных передач.
В 2025 году Айзек Ховард был включен в состав первой сборной для участия в чемпионате мира, который проходил в Швеции и Дании, на котором сборная США выиграла золото.